# Atlas (film 2024)
Atlas è un film di fantascienza del 2024 diretto da Brad Peyton.

## Trama
Nell'anno 2043, il terrorista umanoide con intelligenza artificiale Harlan Shepherd guida una guerra di macchine contro umani, che lascia 3 milioni di persone morte. Le forze militari di una nuova Coalizione Internazionale delle Nazioni (ICN) vincono una serie di vittorie contro Harlan e lo costringono a fuggire nello spazio.
Ventotto anni dopo, Atlas Shepherd, un'analista con una profonda sfiducia nell'intelligenza artificiale e figlia del progettista di Harlan, cerca il fuggitivo. Dopo che uno degli agenti AI di Harlan viene catturato e interrogato, Atlas scopre che Harlan è fuggito su un pianeta nella galassia di Andromeda e insiste affinché accompagni la missione militare per trovarlo e catturarlo.
Pochi istanti prima che gli ICN Rangers equipaggiati con mech scendano sul pianeta, i droni di Harlan attaccano la loro nave orbitante. Per sopravvivere, Atlas è costretta a entrare in un mech e cade sul pianeta mentre la nave viene distrutta. Atlas riesce a ottenere il controllo di base del mech nonostante la sua sfiducia nell'IA di bordo, che si presenta come Smith. Atlas ordina a Smith di dirigersi al punto di rilascio pianificato, dove trova il resto dei ranger morti. Accetta con riluttanza di interfacciare direttamente la sua mente con Smith, consentendo un maggiore controllo del mech. Mentre viaggiano verso una capsula di salvataggio, Atlas e Smith iniziano a legare e lei gli rivela che è stata sua madre a creare Harlan.
Sebbene a corto di energia, Atlas convince Smith a dirigersi alla base di Harlan per marcarla per un attacco a lungo raggio. Tuttavia, dopo aver piazzato un faro alla base, Smith viene hackerato e reso inabile. Atlas viene catturato e portato da Harlan, che progetta di distruggere la maggior parte dell'umanità e dare ai sopravvissuti scelti la possibilità di prosperare sotto la guida dell'IA. Per farlo, Harlan aveva attirato i militari sul pianeta per rubare la nave e le sue bombe al carbonio, che bruceranno l'atmosfera terrestre.
Harlan estrae i codici di sicurezza dal cervello di Atlas per superare le difese della Terra, poi la lascia morire con il colonnello Banks, l'unico altro sopravvissuto della missione. Dopo che Banks le dà il suo dispositivo di interfaccia neurale mech, Atlas riattiva da remoto Smith, che viene in loro soccorso. Atlas rivela inoltre a Smith che Harlan ha ucciso sua madre dopo che la giovane Atlas, geloso dell'attenzione che sua madre dava ad Harlan, aveva dato ad Harlan un'interfaccia senza vincoli con la sua mente. Harlan, programmato per salvare l'umanità dal rischio, ha poi visto che la storia dell'umanità di comportamento distruttivo la rendeva un rischio per se stessa. Smith aiuta Atlas a superare il suo senso di colpa per le sue azioni e, con Banks che si sacrifica per liberare loro la strada, Atlas e Smith si fanno strada e distruggono la nave di Harlan prima di sconfiggere Harlan in un combattimento corpo a corpo. Uno Smith gravemente danneggiato si spegne prima che Atlas venga salvato dopo ripetute defibrillazioni.
Tornata sulla Terra, Atlas viene informata che la complicata CPU di Harlan impiegherà anni per essere analizzata. Atlas, ora una ranger, testa il modello più recente di mech, creato con le modifiche da lei suggerite. Mentre avvia il nuovo mech, la sua IA ripete una frase specifica che Atlas ha pronunciato durante gli ultimi momenti della missione, poi le dice scherzosamente di indovinarne il nome, suggerendo che il programma Smith è sopravvissuto.

## Distribuzione
Il film è stato distribuito sulla piattaforma Netflix a partire dal 24 maggio 2024.

## Accoglienza
Sull'aggregatore di recensioni Rotten Tomatoes ha un indice di gradimento del 19%, con un voto medio di 3,80 su 10 basato su 180 recensioni.